# Nicolle Payne
Pour les articles homonymes, voir Payne.
Nicolle Katherine Payne, née le 15 juillet 1976 à Paramount (Californie, États-Unis), est une ancienne joueuse américaine de water-polo. Elle est médaillée d'argent aux Jeux de 2000 et de bronze à ceux de 2004 ainsi que championne du monde en 2003.

## Carrière
Nicolle Payne est la première étudiante recrutée pour intégrer l'équipe de water-polo féminine nouvellement créée par l'université de Californie à Los Angeles en 1994.
Elle sert en tant que gardienne pour l'équipe des États-Unis de water-polo aux Jeux de 2000 où elle remporte la médaille d'argent puis aux Jeux de 2004 où elle remporte celle de bronze.
Elle entre aux USA Water Polo Hall of Fame en 2023.

## Palmarès

### Jeux olympiques
- Jeux olympiques d'été de 2004 à Athènes ( Grèce) :
  -  médaille de bronze du tournoi féminin
- Jeux olympiques d'été de 2000 à Sydney ( Australie) :
  -  médaille d'argent du tournoi féminin

### Championnats du monde
- Championnats du monde 2003 à Barcelone ( Grèce) :
  -  médaille d'or du tournoi féminin

### Jeux panaméricains
- Jeux panaméricains de 2003 à Saint-Domingue ( République dominicaine) :
  -  médaille d'or du tournoi féminin